# Герб Мерефи
Герб Мере́фи — офіційний символ міста Мерефа Харківської області, прийнятий рішенням сесії V міської ради.

## Опис
У зеленому щиті золотий лук з напнутою тятивою і така ж стріла в перев'яз вправо, супроводжувані знизу двома вузькими хвилястими балками: верхньою срібною і нижньою золотою.

## Значення символів
Мерефа в минулому була резиденцією отамана Івана Сірка. Вважається, що гербом Івана Сірка було зображення лука зі стрілою, і на згадку про отамана ці ж символи зображені на гербі його столиці – Мерефи. Той самий сюжет відтворений і в давньому гербі Харкова, відомому за "Хроногеографічним описом міста Харкова" осавула Максима Горленського (1767 р.).

## Історія

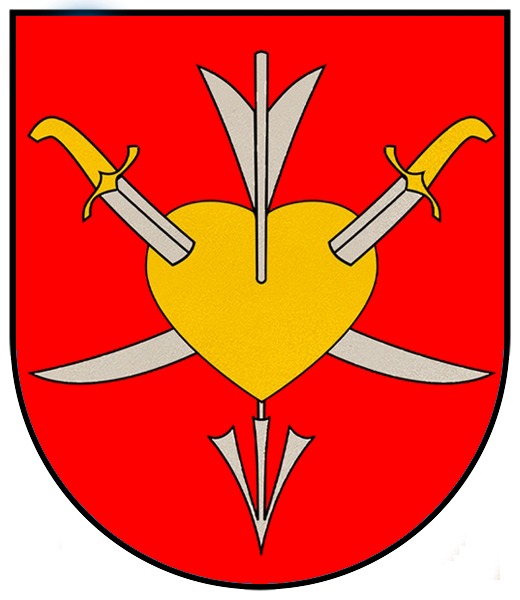
Герб Мерефи з міської печатки 1748–1754 рр.

Сотенне містечко Харківського полку Мерефа уживало в середині XVIII ст. герб із традиційною для козацького періоду символікою. На відтисках міської печатки 1748–1754 рр. зображено серце, що пронизане в зірку двома шаблями та стрілою вістрями додолу.